# So Yamamura
Sō Yamamura (山村聰, Yamamura Sō, 24 de fevereiro de 1910 – 26 de maio de 2000), também conhecido como Satoshi Yamamura, foi um ator e cineasta japonês.

## Biografia
Yamamura nasceu com o nome Koga Hirosada em Tenri, na prefeitura de Nara, e se formou na Universidade de Tóquio. Em 1942, Yamamura e Isao Yamagata fundaram a Companhia de Teatro Bunkaza.
Ele começou sua carreira como ator de cinema em 1946 e apareceu em mais de cem filmes entre os anos de 1947 a 1997. Em 1953, estreou como diretor com seu filme Kanikōsen, sendo seu primeiro de seis filmes que dirigiu no total. Yamamura ficou conhecido no ocidente pelo filme de 1958 O Bárbaro e a Gueixa. Nos EUA, ele é mais lembrado por interpretar o almirante japonês Isoroku Yamamoto da Frota Combinada em Tora! Tora! Tora!, e do Sr. Sakamoto, CEO da Assan Motors, em Gung Ho.
Yamamura apareceu em muitos dramas de televisão jidaigeki. Ele desempenhou o papel de Tokugawa Ieyasu no taiga drama Haru no Sakamichi de 1971. Seus principais papéis em dramas históricos incluem o de Yagyū Munenori em Yagyū ichizoku no inbō, de 1978, e Hoshina Masayuki em Kage no Gundan, de 1980. Além desse gênero, ele apareceu em séries de ficção. Ele interpretou Otowaya Hanemon na série hissatsu Hissatsu Shikakenin, reprisando o mesmo papel em futuros filmes desse mesmo universo.

## Filmografia selecionada

### Filmes
- Inochi Arukagiri (1946)
- Chikagai nijuyojikan (1947)
- Joyū Sumako no koi (1947) – Hōgetsu Shimamura
- Daini no jinsei (1948)
- Taifuken no onna (1948)
- Onna no tatakai (1949)
- Kirare no Senta (1949)
- Ryusei (1949)
- Shojo takara (1950) – Yoshitaro Hanawa
- Yoshitaro Hanawa (1950) – Ryosuke Izumi
- Munekata kyōdai (1950) – Ryosuke Mimura, marido de Setsuko
- Yuki fujin ezu (1950) – Tateoka
- Kikyō (1950) – Ongi
- Senka o koete (1950)
- Hirate Miki (1951)
- Eriko to tomoni – Dai ichi-bu (1951) – Sōtarō
- Eriko to tomo ni: Dai ni-bu (1951) – Sōtarō
- Jiyū gakkō (1951) – Taku Henmi
- Dare ga watashi o sabaku no ka (1951)
- Sekirei no kyoku (1951)
- Maihime (1951) – Motoo Yagi
- Musashino fujin (1951) –  Eiji Ono
- Hibari no komoriuta (1951)
- Meshi (1951)
- Seishun kaigi (1952) – Haruki Eda
- Okuni to Gohei (1952) – Tomonojo
- Kin no tamago: Golden girl (1952)
- Kon'na watashi ja nakatta ni (1952) – Takeshi Yajima
- Gendai-jin (1952)
- Choito neesan omoide yanagi (1952) – Koshimura
- Ashi ni sawatta onna (1952) – Yasukichi Sakaza
- Oka wa hanazakari (1952) – Ryōzō Noro
- Ringo-en no shōjo (1952)
- Fukeyo haru kaze (1953) – Marido
- Mura hatibu (1953)
- Epitome (1953) – Wakabayashi
- Kanikōsen (1953) – Matsuki (também dir.)
- Tōkyō Monogatari (1953) – Koichi Hirayama
- Nigorie (1953) – Asanosuke (episódio 3 "Águas Turbulentas")
- Nihon yaburezu (1954)
- Yama no Oto (1954) – Ogata Shingo
- Dobu (1954) – Empresário
- Moeru Shanghai (1954) – Shōfū Muramatsu
- Kakute yume ari (1954) – Takashi Shōkōchi
- Karatachi no hana (1954) – Chotaro Kitahara
- Otsukisama ni wa warui kedo (1954) – Yā-san
- Kuroi ushio (1954) (também[ dir.)
- Aisureba koso (1955) – Gorō (segmento 3)
- Ai no onimotsu (1955)
- Yuki no koi (1955)
- Seishun kaidan (1955) – Tetsuya, pai de Chiharu
- Yōkihi (1955) – An Lushan
- Till We Meet Again (1955) – Daisuke Kaji
- Sara no hana no toge (1955) – Gunnoshin Sakakibara
- Sōshun (1956) – Yutaka Kawai
- Mahiru no ankoku (1956) – Yuji
- Tsukigata Hanpeita: Hana no maki; Arashi no maki (1956) – Kogoro Katsura
- Yonjū-hassai no teikō (1956) – Kotaro Nishimura
- Typhoon Over Nagasaki (1957) – Hori
- Tōkyō boshoku (1957) – Seki Sekiguchi
- Jigoku bana (1957) – Umasuke
- Chieko-sho (1957) – Kotaro Takamura
- Yoru no chō (1957) – Ichiro Shirosawa
- Hatsukoi monogatari (1957) – Shōhei Ganmaru
- Ana (1957) – Keikichi Shirasu
- Bakuon to daichi (1957)
- Doshaburi (1957) – Okubo
- Do no hājiki wa jigokū dazē (1958)
- Anzukko (1958) – Heishiro Hirayama – o pai
- Hibari no hanagata tantei kassen (1958)
- O Bárbaro e a Gueixa (1958) – Governador Tamura
- Muhō gai no yarō domo (1959)
- Jigokū no sokō made tsuki auzē (1959)
- Ningen no jōken (1959) – Okishima
- Chūshingura: ōka no maki, kikka no maki (1959)
- Hahakogusa (1959) – Sr. Fujiki
- Shingo jūban shōbu: dai-ni-bu (1959)
- Yami o yokogire (1959) – Takazawa
- Tatsumaki bugyō (1959)
- Jan Arima no shūgeki (1959) – Saburobei Obata
- Shōri to haiboku (1960) – Kimpei Minegishi
- Zoku beran me-e geisha (1960)
- Arega minato no hi da (1961)
- Hatamoto kenka taka (1961) – Suruganokami Koyama
- Gonin no totsugeki tai (1961) – Gen. Mayor Soje
- Fundoshi isha (1961) – Dr. Meikai Ikeda
- Waga koi no tabiji (1961)
- Anju to Zushiōmaru (1961) – Fujiwara No Morozane (voz)
- Onna wa nido umareru (1961) – Kiyomasa Tsutsui
- Haitoku no mesu (1961) – Naoyuki Nishizawa
- Netsuai sha (1961) – Murai
- Sekai Daisensō (1961) – Primeiro Ministro
- Boku wa jigoku no tehinshi da (1961)
- Katei no jijō (1962) – Heitaro Misawa
- The Inheritance (1962) – Senzō
- Musume to watashi (1962) – Shiro Iwatani
- Taiheiyō Sensō to Himeyuri Butai (1962)
- Akitsu onsen (1962) – Mikami
- Star of Hong Kong (1962) – Gentarō Sugimoto
- Namida o shishi no tategami ni (1962) – Kōhei Matsudaira
- Fūten Rōjin nikki (1962) – Tokusuke Rōjin
- Born in Sin (1962) – Shinzō Tagaya
- Yama no sanka: moyuru wakamono tachi (1962)
- Zoku shinobi no mono (1963)
- Gyangu Chūshingura (1963)
- Kizudarake no sanga (1964) – Kappei Arima
- Ane to imōto (1965) – Yoshirō Takaoka
- Nikutai no gakko (1965) – Toshinobu Hira
- Utsukushisa to kanashimi to (1965) – Toshio Ōki
- Taiheiyō kiseki no sakusen: Kisuka (1965) – Kawashima
- Nippon no ichiban nagai hi (1967) – Mitsumasa Yonai
- Gekido no Showa shi-Gunbatsu (1970) – Mitsumasa Yonai
- Tora! Tora! Tora! (1970) – Almirante Isoroku Yamamoto
- Lone Wolf and Cub: Baby Cart in Peril (1972) – Gōmune Jindaiyu
- Hissatsu Shikakenin (1973) – Han'emon Otowaya
- Hissatsu Shikakenin Baian Arijigoku (1973) – Hanemon Otowaya
- Hissatsu Shikakenin Shunsetsu shikakebari (1974) – Hanemon Otowaya
- Nosutoradamusu no daiyogen (1974) – Primeiro Ministro Kuroki
- Dōmyaku rettō (1975) – Nagata
- Shag (1978) – Chefe da Agência de Segurança Marítima
- Kage no Gundan: Hattori Hanzo (1979)
- Nankyoku Monogatari (1983) – Iwakiri Sencho
- Nidaime wa Christian (1985) – Nakatsugawa
- Gung Ho (1986) – Sr. Sakamoto
- Yoshiwara enjō (1987) – Isaburo Okura
- Code Name Black Cat o oe (1987) – Superintendente Supervisor Amano
- Godzilla vs. King Ghidorah (1991) – Primeiro Ministro
- Going West: To the West (1997)

### Séries de televisão
- Haru no Sakamichi (1971) – Tokugawa Ieyasu
- Hissatsu Shikakenin (1972) – Otowaya Hanemon
- The Water Margin (1973) – Lu Junyi
- Tasukenin Hashiru (1973–1974) – Seibei
- Karei-naru Ichizoku (1974–75) – Daisuke Manpyo[8]
- Yagyū ichizoku no inbō (1978) – Yagyū Munenori
- Akō Roshi (1979) – Chisaka Hyobu
- Hattori Hanzo: Kage no Gundan (1980) – Hoshina Masayuki
- Yagyu Abaretabi (1980–81) – Yagyū Munenori
- Yagyu Jyubei Abaretabi (1982–83) – Yagyū Munenori
- Ooku (1983) – Arai Hakuseki
- Seibu Keisatsu parte III Daimon sisu Otokotachiyo Eienni (1984) (episódio final) – Saeki
- Tsukai! Kochiyama Soshun (1975–1976) – Mizuno Tadakuni

## Honras
- Medalha com Fita Roxa (1977)[2]
- Ordem do Sol Nascente, 4ª Classe, Raios Dourados com Roseta (1983)[3][2]